# Visconde de Guedes
Francisco Guedes de Carvalho e Menezes da Costa, 1.º Visconde de Guedes, por decreto de 19 de dezembro de 1867 e carta de 7 de janeiro de 1868 de El-Rei D. Luis I, filho dos Viscondes da Costa. Fidalgo da Casa Real com exercício no Paço, do Conselho de S.M.F., Comendador da Ordem de Nossa Senhora da Conceição de Vila Viçosa, Deputado da Nação, Governador Civil do Distrito de Évora, Bacharel formado em Direito pela Faculdade de Direito da Universidade de Coimbra, nasceu em 12 de julho de 1815 e faleceu em 1900. Casou em Évora em 29 de maio de 1866 com D. Maria Luisa Infante Pessanha. Deste casamento não houve geração, mas teve um filho natural, António Guedes de Carvalho e Menezes, que foi sucessor de seu pai mas que faleceu solteiro.